# Leggi contro la mescolanza razziale
Le leggi contro la mescolanza razziale o leggi antimiscegenazione furono una serie di atti legislativi volti all'imposizione della segregazione razziale a livello matrimoniale o di rapporti intimi, con la penalizzazione del matrimonio interrazziale e talvolta anche dello stesso rapporto sessuale tra i membri di diverse razze.

## Storia
Tali leggi vennero introdotte per la prima volta nell'America settentrionale a partire dalla fine del XVII secolo in molte delle Tredici colonie e successivamente da una buona parte degli Stati federati degli Stati Uniti d'America e dai suoi territori; esse rimasero in vigore in molti Stati fino al 1967. A seguito della seconda guerra mondiale gli Stati via via abrogarono indipendentemente tali leggi. Nel 1967, con il caso "Loving contro Virginia", le restanti legislazioni vigenti vennero ritenute incostituzionali dalla Corte suprema degli Stati Uniti d'America.
Leggi del tutto simili furono promulgate anche nell'Italia fascista con le leggi razziali, nella Germania nazista come parte delle "Leggi di Norimberga" ed in Sudafrica come parte del sistema dell'apartheid. Negli Stati Uniti il matrimonio interrazziale, la convivenza e i rapporti sessuali sono stati definiti "mescolanza genetica" (miscegenazione), fin da quando il termine venne coniato nel 1863.
L'uso contemporaneo del termine è meno frequente, fatta eccezione per riferirsi alle leggi storiche che vietavano la pratica.

## Africa

### Egitto
In Egitto il governo ritiene che per tutti i matrimoni tra uomini egiziani e donne israeliane si debba decidere su base individuale se si debba escludere gli uomini dalla loro cittadinanza egiziana. Il Consiglio dei ministri prende in considerazione anche il fatto se la donna israeliana sia araba o ebrea. La legge egiziana dice che la cittadinanza può essere revocata solo se il cittadino ha dimostrato di essere una spia; sposarsi con un israeliano viene considerato un atto di spionaggio.

### Sudafrica sotto l'apartheid
In Sudafrica il "Prohibition of Mixed Marriages Act, 1949" proibì il matrimonio tra bianchi e non bianchi. La legge sulla registrazione della popolazione ("Population Registration Act, 1950") fornì la base per la separazione delle popolazioni di razze differenti; secondo i termini di questo atto, tutti i residenti sudafricani dovettero essere classificati come bianchi, "colorati" o nativi (in seguito chiamati "Bantu"). Gli indiani vennero inclusi nella categoria asiatica nel 1959.
Sempre nel 1950 venne approvato l'"Immorality Act", che criminalizzò tutte le relazioni sessuali tra bianchi e non bianchi; l'atto prolungò un divieto anteriore (risalente al 1927) alle relazioni tra bianchi e neri e a un divieto di rapporti sessuali tra bianchi e non bianchi.. Entrambi gli atti vennero abrogati nel 1985.

## America

### Stati Uniti
Negli Stati Uniti attualmente non esistono leggi nazionali che vietano la mescolanza razziale. Tuttavia per molto tempo esistettero leggi statali in singoli Stati, in particolare negli Stati Uniti meridionali e nelle Grandi Pianure, che proibivano la mescolanza. Tali legislazioni furono parte integrante della legge statunitense fin da quando gli Stati Uniti si resero indipendenti dagli inglesi a seguito della guerra d'indipendenza americana e tali rimasero fino a quando non furono dichiarate incostituzionali nel 1967.
Definendo tipicamente la mescolanza razziale come un crimine, queste leggi vietarono la solennizzazione di matrimoni tra persone di razze differenti e finanche l'officiazione di tali cerimonie. A volte gli individui che tentavano di sposarsi non sarebbero stati dichiarati colpevoli di miscegenation, ma sarebbero state portate contro di loro accuse di adulterio o fornicazione. Tutte le leggi anti-miscegenation vietavano indistintamente il matrimonio tra bianchi e gruppi non bianchi, soprattutto afroamericani, ma spesso anche nativi americani e asiatici in generale.
Lo Stato dell'Oklahoma nel 1908 vietò inoltre il matrimonio tra una persona di origine africana ed una persona di origine non africana. La Louisiana nel 1920 proibì il matrimonio tra nativi americani e afroamericani (e dal 1920 al 1942 anche il concubinaggio tra tali persone). Il Maryland nel 1935 vietò il matrimonio tra neri e filippini (vedi Pinoy).
In molti Stati le leggi contro la mescolanza criminalizzarono anche la convivenza e la sessualità tra bianchi e non bianchi.

## Asia

### Arabia Saudita
Alle donne saudite è proibito sposare uomini che non siano arabi (di Stati appartenenti al Consiglio di cooperazione del Golfo) senza una dispensa speciale ottenibile solamente dal re in persona. Secondo la legge della Sharia, le donne saudite, in quanto musulmane, non sono autorizzate in nessun caso a sposare uomini non musulmani.
Gli uomini sauditi possono richiedere un permesso governativo se vogliono sposare una donna straniera e devono avere almeno 25 anni per poterlo richiedere. Possono ottenere un permesso per prendere una donna straniera come seconda moglie soltanto se la loro prima moglie è affetta da tumore, è disabile o non è in grado di sopportare una gravidanza. Agli uomini sauditi è proibito sposare donne provenienti dal Bangladesh, dalla Birmania, dal Ciad e dal Pakistan.

### Cina
Leggi politiche che hanno scoraggiato la mescolanza razziale sono state emesse sotto varie dinastie, tra cui un decreto dell'836 che impediva ai cinesi di avere relazioni con altri popoli come iraniani, arabi, indiani, malesi e abitanti di Sumatra.

### India
A seguito degli avvenimenti scaturiti nei moti indiani del 1857 vennero prese diverse severe misure anti-miscegenation, le quali furono promulgate subito dopo dagli inglesi.

## Europa

### Francia
Nel 1723, nel 1724 e nel 1774 diversi atti amministrativi vietarono il matrimonio interrazziale, soprattutto nell'impero coloniale francese, anche se non è chiaro se tali atti fossero legittimi. Il 2 maggio 1746 il Parlamento francese convalidò un matrimonio interrazziale.
Sotto il re Luigi XVI l'ordine del Conseil du Roi del 5 aprile 1778, firmato da Antoine de Sartine, proibì "ai bianchi di entrambi i sessi di contrarre matrimonio con negri, mulatti o con altre persone delle colonie" del Regno. I neri erano molto aumentati in Francia, soprattutto nella capitale Parigi.
Tuttavia vi fu un divieto interrazziale di matrimonio, non un divieto interrazziale di intrattenere relazioni sessuali. Inoltre si trattò di un atto amministrativo, non di una legge. Non vi fu mai alcuna legge razziale sul matrimonio nel Regno di Francia, ad eccezione della Louisiana francese. Ma alcune regole limitate vennero fatte applicare in materia di patrimonio culturale e di nobiltà di sangue. In ogni caso i nobili ebbero sempre bisogno dell'autorizzazione del re per il loro matrimonio.
Il 20 settembre 1792 tutte le restrizioni relative al matrimonio interrazziale furono abrogate dal governo rivoluzionario. L'8 gennaio 1803 una circolare governativa napoleonica proibì i matrimoni tra maschi bianchi e donne nere e tra uomini neri e donne bianche, sebbene il codice napoleonico del 1804 non contenesse nulla di specifico sul matrimonio interrazziale.
Nel 1806 un tribunale francese convalidò un matrimonio interrazziale. Nel 1818 il più alto tribunale francese (la Corte di cassazione) convalidò un matrimonio contratto a New York tra un uomo bianco e una donna meticcia. Tutti i divieti amministrativi furono annullati da una legge ad hoc nel 1833.

### Germania nazista
La discriminazione contro la mescolanza razziale fu per lo più una conseguenza dell'antisemitismo portato avanti dal nazionalsocialismo, il quale riteneva che gli ebrei fossero un gruppo di persone presumibilmente legate da stretti legami di sangue, formando un'unità che non poteva né integrarsi né separarsi. Si dichiarò che l'influenza ebraica avesse un impatto negativo sulla Germania ed in tal maniera si giustificarono le discriminazioni e le persecuzioni. Per poter essere risparmiati occorreva dimostrare la propria appartenenza al gruppo di "razza ariana" (con un apposito certificato).
Anche se la dottrina nazista sottolineò l'importanza della fisionomia e dei geni nella determinazione della razza, in pratica essa poté nella stragrande maggioranza dei casi essere stabilita solo attraverso le religioni seguite dagli antenati di ciascun individuo. Le persone furono considerate non-ariane (cioè ebrei) se almeno uno dei propri quattro nonni era stato iscritto come membro di una comunità ebraica; non importava se quei nonni fossero nati da una famiglia ebraica o si fossero convertiti in età adulta. Le credenze religiose reali del singolo erano anche immateriali, così come lo status individuale nell'Halakhah.
Nel settembre del 1935 il governo nazionalsocialista adottò una legge contro la mescolanza razziale nell'ambito delle Leggi di Norimberga. Il 15 settembre il «Gesetz zum Schutze des deutschen Bluts und der deutschen Ehre» ("Protezione del sangue e dell'onore tedesco") proibì i rapporti sessuali matrimoniali ed extraconiugali tra persone considerate non ariane e quelle ariane (persone con sangue tedesco), inclusi tutti i matrimoni ove almeno uno dei partner fosse un cittadino tedesco. L'esistenza di una presunta "razza ariana" e di altre razze non ariane così come furono concepite e classificate dal nazismo fu un'invenzione del tutto arbitraria e non scientifica del razzismo scientifico nazista.
I non ariani compresero soprattutto ebrei-tedeschi e tedeschi gentili di origine ebraica. Tuttavia i tedeschi extraeuropei, soprattutto di discendenza africana e i tedeschi considerati appartenenti al gruppo minoritario dei Sinti e dei Rom (gli zingari) vennero considerati anch'essi come non ariani; il 26 novembre le leggi furono estese a tutti "gli zingari, i negri e alla loro prole bastarda".
Gli eventuali rapporti extraconiugali con ariani vennero contrassegnati con il termine "Rassenschande" (vergogna razziale) ed avrebbero potuto essere puniti con l'incarcerazione, più tardi seguita solitamente dalla deportazione in un campo di concentramento e spesso implicante la morte del detenuto. I tedeschi di origine africana e di altri paesi extraeuropei furono classificati in base alla loro origine o all'origine dei loro genitori. Sinti e Rom furono per lo più classificati in seguito a registrazioni di polizia, ad esempio menzionando loro o i loro antenati come zingari, quando cercarono di ottenere i permessi necessari come venditori ambulanti o per trasferirsi in un'altra città.
I matrimoni (a partire dal 1939) tra persone considerate ariane e i cosiddetti non ariani, detti matrimoni misti (Mischehe) continuarono e furono almeno 20.454; tuttavia il governo facilitò le condizioni per ottenere il divorzio tra i membri di questi matrimoni. All'inizio le autorità naziste sperarono di realizzare la separazione del partner ariano dal proprio coniuge non ariano concedendo procedure legali di divorzio semplificate e l'opportunità per i coniugi ariani di trattenere la maggior parte della proprietà comune dopo la separazione. Coloro che, nonostante ciò, non si distaccarono dal proprio coniuge non ariano ricevettero discriminazioni, come il licenziamento dai pubblici uffici, l'esclusione dalle organizzazioni della società civile, ecc..
Gli eventuali figli, una volta nati all'interno di un matrimonio misto, così come quelli nati da relazioni miste extraconiugali fino al 31 luglio del 1936, furono discriminati sotto l'epiteto di Mischlinge. Tuttavia i bambini nati più tardi da genitori misti, non ancora sposati quando vennero promulgate le Leggi di Norimberga, sarebbero stati discriminati come "Geltungsjuden", indipendentemente dal fatto che i genitori si fossero nel frattempo sposati all'estero o fossero rimasti non sposati. I figli iscritti in una congregazione ebraica furono anch'essi soggetti alla discriminazione come "Geltungsjuden".
Secondo l'atteggiamento nazista nei confronti dei "valori familiari", il marito veniva sempre considerato essere il capofamiglia; pertanto le persone che vivevano all'interno di un matrimonio misto vennero trattate in un modo differente in base al sesso del coniuge ariano e secondo l'affiliazione religiosa dei figli, per il loro essere iscritti o meno ad una qualche congregazione ebraica.
I matrimoni misti spesso erano anche matrimoni interreligiosi, perché in molti casi la classificazione di un coniuge come non ariano era dovuta solo alla madre o ai nonni, essendo iscritta alla comunità ebraica o classificata come non ariana. In molti casi entrambi i coniugi avevano una fede comune, o perché i genitori erano già convertiti o perché uno dei coniugi sposava la religione dell'altro convertendosi (conversione coniugale). Tradizionalmente era la moglie a convertirsi.
Tuttavia nelle aree urbane, soprattutto dopo l'inizio del XX secolo, i matrimoni interreligiosi si verificarono più frequentemente, con matrimoni interreligiosi ammessi legalmente in alcuni Stati della Confederazione germanica fin dal 1847 e in tutto l'Impero tedesco a partire dal 1875, quando il matrimonio civile divenne un prerequisito obbligatorio per ogni cerimonia di matrimonio in tutto il territorio tedesco.
La maggior parte dei matrimoni misti si verificò con un coniuge considerato non ariano a causa della sua origine ebraica. Molte normative speciali vennero sviluppate appositamente per tali coppie. La defferenziazione dei "matrimoni privilegiati" dagli altri matrimoni misti emerse il 28 dicembre del 1938, quando Göring la ordinò discrezionalmente in una lettera indirizzata al Ministero degli interni.
Il «Gesetz über die Mietverhältnisse mit Juden» del 30 aprile 1939 consentì ai proprietari di annullare senza condizioni i contratti di locazione dei tedeschi classificati come ebrei e costringendoli a trasferirsi in abitazioni a loro riservate; grazie alla creazione spontanea di Göring, venne adottata per la prima volta la definizione di "matrimoni misti privilegiati", escludendoli in tal modo dall'atto.
Le decisioni giuridiche decretarono che il matrimonio tra un marito gentile con una moglie ebrea (così classificata a causa della sua discendenza) veniva nella generalità dei casi considerato un "matrimonio misto privilegiato", a meno che non avessero figli iscritti in una congregazione ebraica; nel qual caso il marito non veniva più considerato essere la parte dominante della famiglia, con la moglie che avrebbe dovuto indossare la "stella gialla" assieme ai figli, che così venivano discriminati in quanto Geltungsjuden.
Senza figli o con bambini non iscritti ad alcuna comunità ebraica la moglie classificata come ebrea veniva risparmiata dall'obbligo d'indossare la stella, altrimenti obbligatorio per tutti i tedeschi classificati come ebrei a partire dal 1º settembre 1941. Nel caso contrario, quando la moglie veniva classificata come ariana e il marito come ebreo, quest'ultimo avrebbe dovuto indossare la stella gialla. Se avessero avuto figli cristiani, irreligiosi ecc., venivano discriminati come Mischlinge, ma al padre veniva risparmiato l'obbligo di portare la stella.
Poiché non esisteva alcuna regolamentazione elaborata, la pratica di escludere i matrimoni misti privilegiati dall'individuazione antisemitica variò tra le diverse Reichsgau; tuttavia le discriminazioni promulgate fino al 28 dicembre 1938 rimasero valide senza eccezioni anche per i matrimoni misti privilegiati. Ad Amburgo, per esempio, i coniugi ebrei che vivevano in matrimoni misti privilegiati potevano ricevere razioni alimentari pari a quelle consegnate ai tedeschi classificati come ariani, mentre in molte altre regioni avevano solo razioni ridotte.
In alcuni "Reichsgaue" anche le coppie miste e i loro figli minori, il cui padre era classificato come ebreo, furono costrette a trasferirsi in quartieri appositi riservati agli ebrei solo nel 1942 e nel 1943. La pratica del tutto arbitraria riservata ai matrimoni misti privilegiati condusse a diverse forzature nel 1940, ove venne deliberata a tutti i coniugi ebrei, o solo per i mariti e le donne classificati come ebrei, l'esclusione dalla custodia dei figli minori. Nessun documento o legge indicò l'eccezione di un matrimonio misto per essere esclusi da alcune persecuzioni, specialmente nei confronti del coniuge di origine ebraica.
Quindi, nel caso di un eventuale arresto, i parenti o gli amici non arrestati ne avrebbero dovuto dimostrare lo status eccezionale, abbastanza velocemente da salvare gli arrestati dall'eventuale espulsione. Le deportazioni sistematiche di ebrei tedeschi e di tedeschi gentili di origine ebraica ebbero inizio il 18 ottobre del 1941; coloro che vivevano in un matrimonio misto furono per lo più risparmiati dalla deportazione. Nel caso in cui un matrimonio misto si concludesse con la morte del coniuge ariano o col divorzio, il coniuge di origine ebraica residente nella Germania nazista poteva essere deportato poco dopo, a meno che non avesse ancora figli minori non classificati come Geltungsjuden.
Nel marzo del 1943 un tentativo di deportare gli ebrei e i gentili di Berlino di origine ebraica che vivevano in matrimoni misti non privilegiati venne abortito a causa della protesta pubblica da parte dei loro parenti ariani (vedi Protesta di Rosenstrasse), Anche i mariti classificati come ariani e i bambini come Mischlinge (a partire dai 16 anni) in matrimoni misti vennero assunti dall'Organizzazione Todt per il lavoro forzato, a partire dall'autunno del 1944.
L'ultimo tentativo di deportazione coatta venne intrapreso tra febbraio e marzo del 1945, quando una gran parte dei campi di sterminio erano già stati liberati dagli Alleati; 2.600 persone provenienti da tutte le aree del Reich non ancora occupate dagli Alleati furono deportate nel campo di concentramento di Theresienstadt; la maggior parte sopravvisse in quegli ultimi mesi precedenti alla liberazione.
Con la definitiva sconfitta del nazismo, avvenuta ai primi di maggio del 1945, le leggi che vietavano i matrimoni misti furono immediatamente abrogate. Per quelle coppie già conviventi durante l'era nazista, per quanto non legate ufficialmente a causa di restrizioni legali ma sposatesi subito dopo la guerra, la loro data di matrimonio avrebbe potuto essere legalmente retroattiva, sempre che lo desiderassero, alla data in cui avevano formato una coppia.
Anche se un coniuge fosse già morto, il matrimonio avrebbe potuto essere riconosciuto retroattivamente, con l'intento di legittimare eventuali figli e consentire loro o al coniuge superstite di ereditare rispettivamente dal padre o dal partner. Nella Repubblica Federale Tedesca 1.823 coppie chiesero il riconoscimento (fino al 1963) ed in 1.255 casi ciò venne concesso.

### Italia fascista
Con l'espansione coloniale italiana si pose il problema dei rapporti tra cittadini italiani e donne native delle terre conquistate. Il madamato designava una forma di contratto more uxorio che imponeva obblighi reciproci. Tuttavia, il regio decreto n. 880 del 1937 (convertito dalla legge 30 dicembre 1937 n. 2590) recante "Sanzioni per i rapporti d’indole coniugale fra cittadini e sudditi", vietò i matrimoni misti, il madamato e, in generale, ogni rapporto con donne originarie delle colonie africane.
L'anno successivo vide una serie di ulteriori importanti provvedimenti, che definirono sempre più chiaramente la politica razziale del regime fascista, soprattutto in direzione anti-ebraica. Il Manifesto della Razza, pubblicato il 14 luglio, dichiarò che l'unione tra italiani e stranieri fosse "ammissibile solo nell'ambito delle razze europee" (punto 10). Il 6 ottobre il Gran Consiglio approvò una "Dichiarazione sulla razza" con cui veniva ribadito "il divieto di matrimoni tra italiani e italiane con individui appartenenti alla razza camita, semita e altre razze non ariane". A tali dichiarazioni fece seguito il regio decreto-legge n.1728 del 17 novembre che rese ufficiale (art.1) il divieto di "matrimonio del cittadino italiano di razza ariana con persona appartenente ad altra razza". Il concetto di "razza ariana" rimase comunque abbastanza vago e non univocamente definito: un prontuario pensato ad uso degli uffici dello stato civile e dei parroci riteneva che il divieto all'articolo 1 del regio decreto di cui sopra si applicasse a tutti gli individui non originari "dell'Europa settentrionale, occidentale e centrale".